# 영천 묘봉암 법집별행록절요병입사기
영천 묘봉암 법집별행록절요병입사기(永川 妙峰庵 法集別行錄節要幷入私記)는 대한민국 경상북도 영천시 청통면, 청통사에 있는 목판본 불교 책이다. 2019년 8월 26일 경상북도의 문화재자료 제675호로 지정되었다.

## 지정 사유
이 책은 우리나라 불교 강원 교재의 하나인데, 고려시대 보조국사 지눌이 중국 당나라 종밀(宗密)이 저술한 『法集別行錄』에서 중요한 요점만을 간추린 후 자신의 해석을 붙여 간행한 것으로 1578년에 오대산 월정사에서 판각하여 간행하였다.
1권 1책의 목판본으로 선장본 형태로 장책되었으며, 반엽의 행자수는 10행21자이다. 이 책은 조선전기 불교학·불교사상사를 비롯해 사찰의 목판 인쇄문화를 살펴볼 수 있는 중요한 자료라 판단되므로 문화재자료로 지정한다.

## 같이 보기
- 법집별행록
- 서울 법장사 법집별행록절요병입사기 - 서울특별시 유형문화재 제434호

## 참고 문헌
- 영천 묘봉암 법집별행록절요병입사기 - 국가유산청 국가유산포털